# Emarginula sicula
Emarginula sicula är en snäckart som beskrevs av John Edward Gray 1825. Emarginula sicula ingår i släktet Emarginula och familjen nyckelhålssnäckor. Inga underarter finns listade i Catalogue of Life.